# Entelecara
Entelecara és un gènere d'aranyes araneomorfes de la subfamília Erigoninae, dins de la família Linyphiidae.
Fou descrit per primera vegada per Eugène Louis Simon l'any 1884.
És sinònim del gènere Stajus Simon, 1884

## Distribució
Es poden trobar a la zona holàrtica.

## Llista d'espècies
Segons The World Spider Catalog 12.0:
- Entelecara acuminata (Wider, 1834) (Espècie tipus)
- Entelecara aestiva Simon, 1918
- Entelecara aurea Gao & Zhu, 1993
- Entelecara cacuminum Denis, 1954
- Entelecara congenera (O. Pickard-Cambridge, 1879)
- Entelecara dabudongensis Paik, 1983
- Entelecara errata O. Pickard-Cambridge, 1913
- Entelecara erythropus (Westring, 1851)
- Entelecara flavipes (Blackwall, 1834)
- Entelecara forsslundi Tullgren, 1955
- Entelecara helfridae Tullgren, 1955
- Entelecara italica Thaler, 1984
- Entelecara klefbecki Tullgren, 1955
- Entelecara mitjana Kulczynski, 1887
- Entelecara fosca Miller, 1971
- Entelecara omissa O. Pickard-Cambridge, 1902
- Entelecara schmitzi Kulczynski, 1905
- Entelecara ombra (Chamberlin & Ivie, 1947)
- Entelecara strandi Kolosváry, 1934
- Entelecara tanikawai Tazoe, 1993
- Entelecara truncatifrons (O. Pickard-Cambridge, 1875)
- Entelecara turbinata Simon, 1918